# 鮡两极虫
鮡两极虫（学名：Myxidium glyptothoraxi）为两极科两极虫属的动物。在中国，分布于四川等，营寄生生活，寄生在中华纹胸鮡的肾。